# República de les lletres

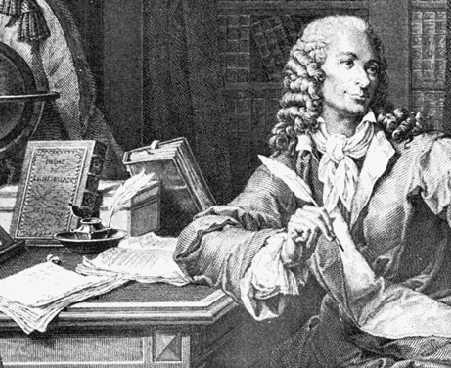
Voltaire (1694-1778), autor d'una gran correspondència (unes 20.000 cartes en el transcurs de la seva vida) que es conserva actualment.

República de les lletres (Respublica literaria) és la denominació utilitzada per designar una gran comunitat d'intel·lectuals d'Europa i Amèrica, formada a finals del segle xvii i en el transcurs del segle xviii, una de les principals característiques dels quals va ser l'ús sistemàtic de cartes manuscrites per les seves comunicacions. Aquestes cartes (de les quals la comunitat reb el seu nom, d'acord amb l'accepció en desús de la paraula lletra com a sinònim de carta) van permetre obviar les llargues distàncies geogràfiques que podien separar als seus membres, i posteriorment han permès documentar (a vegades amb gran detall) les relacions entre els seus integrants. La llengua franca inicialment utilitzada va ser el llatí, tot i que amb el pas del temps el francès va guanyar importància.
Entre els intel·lectuals de la Il·lustració (o "philosophes", com se'ls coneixia a França) va sorgir l'interès de fomentar la comunicació entre ells. La República de les Lletres va sorgir durant el segle xvii com una comunitat autoproclamada d'acadèmics i figures literàries que es va estendre a través de les fronteres nacionals, tot i respectar les diferències en el llenguatge i la cultura. Aquestes comunitats, que trascendien les fronteres nacionals, van formar la base d'una República metafísica. Com a conseqüència de les limitacions imposades per la societat de l'època sobre les dones, la República de les Lletres va estar integrada principalment per homes.
La circulació de cartes manuscrites era necessària per aquest propòsit, ja que va permetre als intel·lectuals comunicar-se entre ells a grans distàncies. Els ciutadans de la República de les Lletres del segle xvii van mantenir correspondència per carta, intercanviant articles i fullets impresos, considerant que el seu deure era incorporar altres membres a la República mitjançant l'expansió de la correspondència.
La primera aparició coneguda del concepte, en la seva forma llatina (Respublica literaria), es troba en una carta dirigida per l'humanista italià Francesco Barbaro a Poggio Bracciolini, datada el 6 de juliol de 1417. L'expressió va ser utilitzada progressivament, durant els segles xvi i xvii, de manera que a finals d'aquest segle aquest concepte ja apareixia en títols de diverses publicacions periòdiques de rellevància. Actualment, el consens és que Pierre Bayle va traduir per primera vegada el concepte al francès en el seu diari "Nouvelles de la République des Lettres", el 1684. Tot i així, alguns historiadors dissenteixen, i a vegades s'ha arribat a afirmar que l'origen d'aquest terme es remunta fins a la República de Plató. Part de la dificultat en la determinació del seu origen rau en el fet que, a diferència d'una acadèmia o societat literària, la República de les Lletres només existia a la ment dels seus membres.
Actualment, els historiadors encara debaten la importància de la República de les Lletres per la seva influència en la Il·lustració. Avui dia, la majoria dels historiadors angloamericans, independentment del seu punt de partida en el debat, comparteixen un camp comú: la República de les Lletres i la Il·lustració van ser fets significativament diferents entre ells.

## Acadèmies

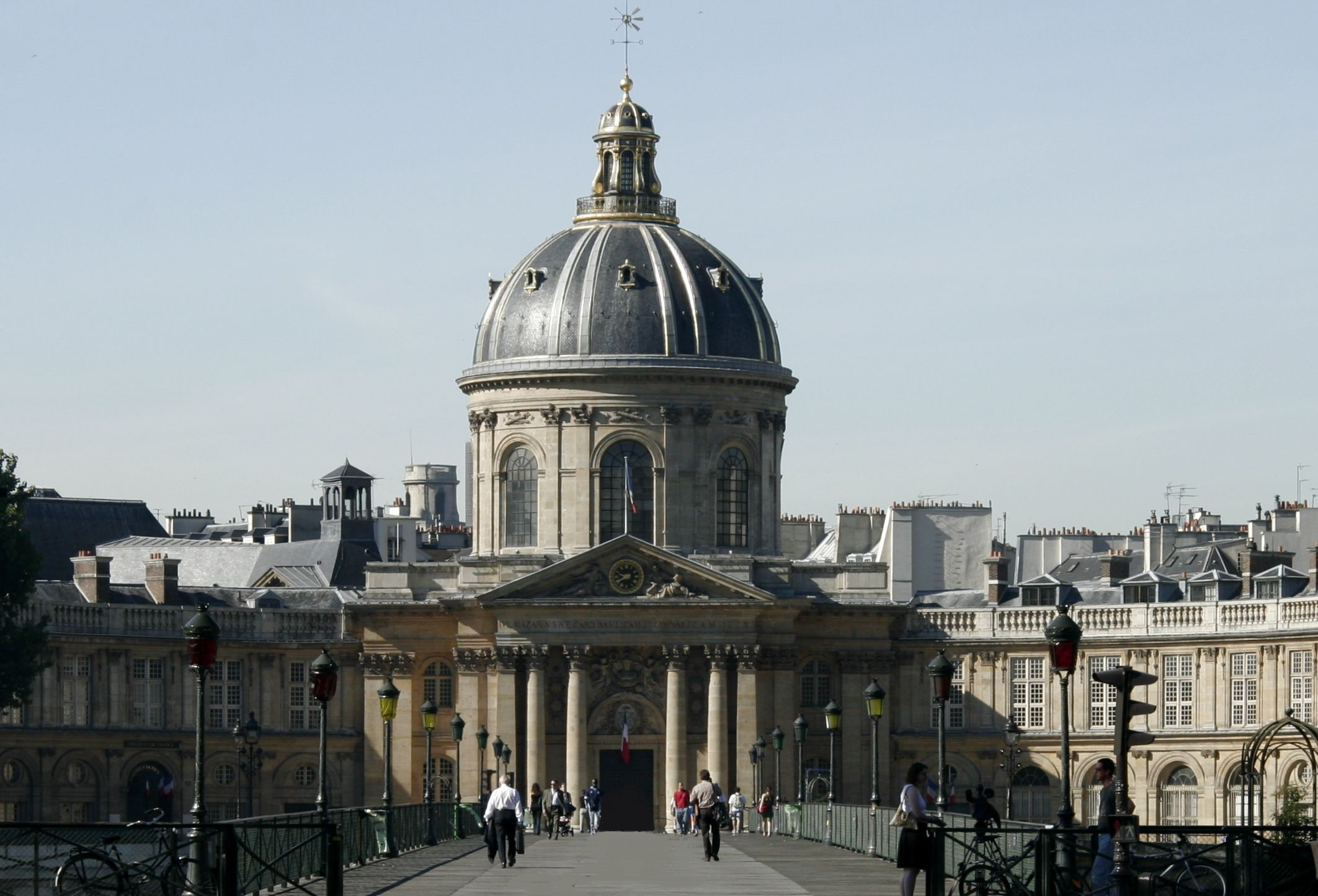
Edifici de l'Institut de França

La primera meitat del segle xvii havia vist com la comunitat d'estudiosos donava els seus primers passos temptatius cap a la institucionalització, amb l'establiment d'acadèmies literàries i científiques permanents a París i Londres, sota patrocini reial. La fundació de la Royal Society, el 1662, amb la seva política de portes obertes, era particularment important en la legitimació de la República de les Lletres a Anglaterra, constituint-se en el centre de gravetat europeu del moviment, promovent principalment el desenvolupament de les ciències (desenvolupada inicialment per cavallers posseidors de mitjans econòmics i que actuaven de manera independent). La Royal Society va crear els seus estatuts i va establir un sistema de govern. El seu líder més famós va ser Isaac Newton, president des de 1703 fins a la seva mort, el 1727. Entre els seus membres més destacats s'hi van trobar el diarista John Evelyn, l'escriptor Thomas Sprat, i el científic Robert Hooke, primer conservador dels experiments de la institució. La Societat va desenvolupar un notable paper internacional en l'adjudicació de troballes científiques, a més de publicar la revista "Philosophical Transactions", editada per Henry Oldenburg.
A partir de les primeres dècades del segle xviii, es van començar a fundar acadèmies al continent europeu. Durant la segona meitat d'aquest segle es va tornar a desenvolupar un enfocament institucional de la República de les Lletres, virtualment amb membres a cada ciutat important d'Europa (i fins i tot a Filadèlfia, al continent americà). Es va produir una proliferació notable de centres acadèmics cada vegada més especialitzats, portada fins a l'extrem a Parós on, a més de l'Acadèmia Francesa i l'Acadèmia de Ciències, fundades el 1635 i el 1666, respectivament, es van realitzar tres fundacions reials més el segle XVIII: l'Acadèmia d'Inscripcions i Llengües Antigues (1701), l'Acadèmia de Cirurgia (1730), i la Societat de Medicina (1776).
Durant la segona meitat del segle xviii la situació era molt diferent. A mesura que les universitats de tot Europa abandonaven la filosofia natural aristotèlica i la medicina galenista en favor de les noves idees mecanicistes i vitalistes de l'edat moderna, es va produir un èmfasi major en l'aprenentatge a través de la comprovació dels fets. Per tot arreu l'ensenyament de les ciències i de la medicina va passar de ser una rutina monòtona de conferències dictades, per ser complementada (i, a vegades, totalment reemplaçada) per cursos pràctics d'experimentació física, astronomia, química, anatomia, botànica, materia medica, i fins i tot geologia i història natural. El nou èmfasi en la pràctica en l'aprenentatge volia dir que la universitat oferia ara un ambient molt més acollidor a la República de les Lletres. Tot i que la majoria de professors i mestres encara no estaven interessats en afiliar-s'hi, els canvis ideològics i pedagògics de tot el segle van crear les condicions en les què la cerca de la curiositat en el món universitari es va fer molt més factible i, fins i tot, atractiva.
Aquestes institucions -acadèmies, revistes, societats literàries- es van fer càrrec d'alguns dels rols, funcions i activitats originals dels estudiosos dins de la República. La comunicació, per exemple, no havia de ser necessàriament de persona a persona; podita desenvolupar-se entre les acadèmies, passant d'allí als erudits, o estar compresa a les revistes literàries, per més tard ser difosa entre tota la comunitat acadèmica. Els agents literaris, treballant per les biblioteques, però compartint els valors de la comunitat, van passar a professionalitzar-se.

## Salons

### El model francès
Els "salons" (tant literaris com científics) van desenvolupar un paper destacat en l'establiment de l'ordre dins de la República de les Lletres durant el període de la Il·lustració. A partir del segle xvii, els salons van servir per reunir als nobles i als intel·lectuals en un ambient civilitzat i de confraternització, amb l'objectiu d'educar als primers, refinar als darrers, i crear un mitjà comú d'intercanvi cultural basat en la noció compartida d'"honnêteté", basada en l'aprenentatge combinat amb les bones costums, així com en l'art de la conversa. No obstant, els salons requerien d'un cert grau de govern, ja que, mentre que la República de les Lletres es va estructurar en la teoria dels principis igualitaris de reciprocitat i intercanvi, la realitat de la pràctica intel·lectual als salons moltes vegades quedava molt lluny d'aquest ideal. Els homes de lletres franceses, particularment, es van trobar cada vegada més dividits, implicats en autèntiques lluites, enlloc de realitzar debats constructius. Amb l'establiment de París com la capital de la República de les Lletres, els homes de lletres francesos havien enriquit les relacions epistolars tradicionals amb les relacions verbals directes, és a dir: els qui es trobaven a la capital, van començar a reunir-se i a fer que la seva col·laboració amb el projecte de la Il·lustració fos directe i, per tant, van patir les conseqüències de renunciar a la mediació que la paraula escrita proporcionava. Sense aquest mitjà tradicional de mediació formal, els philosophes necessitaven una nova tipologia de govern.
Els salons parisencs van atorgar a la República de les Lletres l'origen d'un cert ordre polític en la figura del salonnière, encarregada d'organitzar tant les relacions socials entre els convidats del saló, com dels temes que s'hi rtactaven. Quan Marie-Thérèse Geoffrin va iniciar els seus sopars setmanals, el 1749, la República de les Lletres de la Il·lustració va trobar el seu "centre d'unió". Com una reunió formal regular, regulada i conduïda per una dona a la seva pròpia casa, el saló parisenc va poder servir com un fòrum independent i el locus de l'activitat intel·lectual d'una República de les Lletres bén governada. Entre els anys 1765 i 1776, els homes de lletres i els que volien ser comptats entre els ciutadans de la seva República podien reunir-se en diversos salons parisencs qualsevol dia de la setmana.

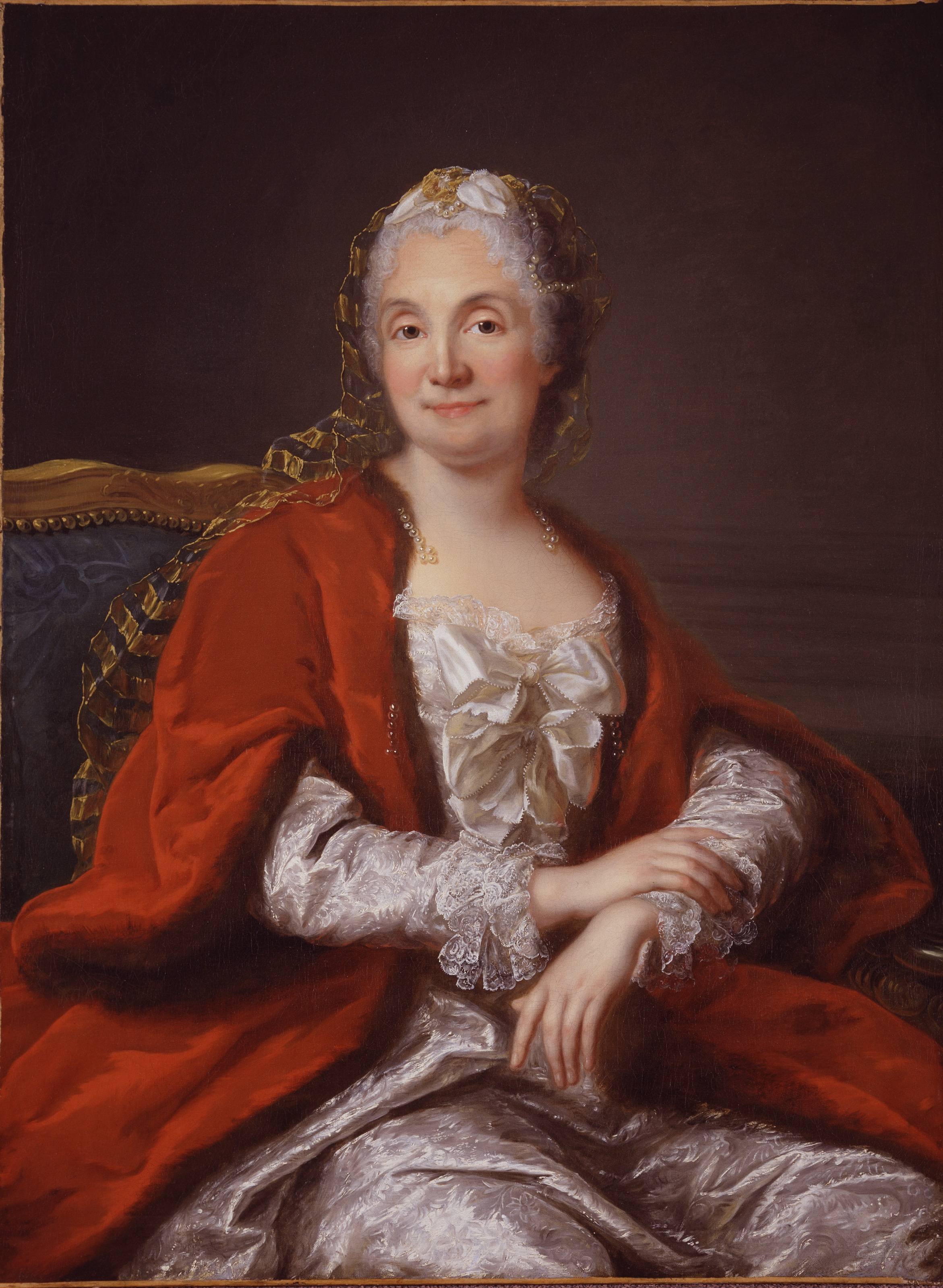
Presumpte retrat de Mme Geoffrin, per Marianne Loir (National Museum of Women in the Arts, Washington, D.C.)

Els salons eren institucions literàries que es basaven en una nova ètica de la sociabilitat educada centrada en la hospitalitat, la distinció i l'entreteniment de les elits. Estaven oberts als intel·lectuals, que els utilitzaven per trobar protectors i patrocinadors, permetent-los també fer-se anomenar "hommes du monde" (homes de món). No obstant, a partir del 1770, va sorgir als salons una crítica radical de la mundanitat, inspirada en Rousseau. Aquests radicals van denunciar els mecanismes de la sociabilitat educada, reclamant un nou model d'escriptor independent que s'ocupés d'allò públic i de l'estat de les nacions.
Lilti (2005) manté que els salons mai van proporcionar un espai igualitari. Segons exposa, en realitat només proporcionaven un mitjà per sociabilitzar, un espai on la cortesia i la simpatia dels aristòcrates mantenia una ficció d'igualtat que mai va dissoldre les diferències socials, però que sí que les va fer més suportables. Els nobles d'alt rang només practicaven el joc de l'estima mútua sempre que mantinguessin les seves prerrogatives avantatjoses. Els homes de lletres eren molt conscients d'aquesta regla, i no confonien la cortesia dels salons amb la igualtat de la conversa.
Al mateix temps, els avantatges que els escriptors obtenien dels salons que visitaven s'estenia a la protecció brindada per part dels seus amfitrions. Els salons proporcionaven un suport crucial a la carrera d'un autor, no perquè fossin institucions literàries, sinó perquè, ans al contrari, permetien que els homes de lletres que sorgien dels cercles de la República de les Lletres accedissin als recursos del mecenatge aristocràtic i real. Com a resultat, en lloc de ser l'escenari de l'oposició entre la cort i la República de les Lletres, els salons es van convertir en una col·lecció d'espais i de recursos constituïts com a centres de poder i de distribució de favors.
Antoine Lilti descriu la relació recíproca entre els homes de lletres i els salonnières, que atreien als millors homes de lletres mitjançant l'entrega de regals o d'una assignació regular, amb la finalitat d'augmentar la reputació dels seus salons. Els amfitrions i amfitriones de saló, a més de valuoses fonts d'informació, també eren importants punts de referència en la circulació de recomanacions i lloances. D'un saló a un altre, tant en les converses com en la correspondència, els homes de lletres lloaven als grups socials que els van donar la benvinguda. Al mateix temps, l'amfitriona del saló havia de ser capaç de mobilitzar tants contactes de l'alta societat com fos possible, sempre en favor dels seus protegits. En conseqüència, la correspondència mostra obertament aquesta xarxa d'influència, i les dones de l'alta societat empleaven totes les seves habilitats per ajudar a beneficiar als homes de lletres a qui patrocinaven les eleccions a les acadèmies.

### Salons estatunidencs
La barreja d'intel·lectuals i membres de la classe alta també es va donar a la Filadèlfia del segle xviii, celebrant-se reunions socials inspirades en els salons de Londres i París. Quan es tractava de les relacions socials mixtes de caràcter literari, els estatunidencs eren virtuosa i patriòticament propensos a allunyar-se dels exemples europeus. Conscients de la seva puresa relativa, així com del provincianisme de la seva societat, els nord-americans no van intentar replicar el què percebien com les societats decadents de Londres i París. No obstant, per facilitar les relacions socials de caràcter literari quan es tractava de dones, els estatunidencs, dirigits per certes dones amb caràcter fort, van suavitzar els dos models de societat mixta intel·lectual, el francès i l'anglès.
Als Estats Units, les dones intel·lectualment motivades, van emular conscientment aquests dos models europeus de sociabilització: el model francès, sempre de moda, de la propietària del saló, sobre la base d'un cert altrisme social femení (a vegades desmesurat) en l'organització de les reunions d'intel·lectuals (principalment masculins); i el model literari anglès, sempre ajustat a la moda, del discurs sensat i cultivat, més popular principalment entre les dones. Fora dels salons literaris i dels clubs, la societat en general tendia a barrejar-se per la seva pròpia naturalesa, al igual que les famílies que la constituïen. Així mateix, els homes de lletres van optar freqüentment per incloure dones sàbies a la República de les Lletres, que compartien la sociabilització de la que disfrutaven. Aquesta circumstància va variar, als Estats Units, entre unes localitats i les altres.

## Impremta
Molt poc després de la introducció de la impremta amb tipus mòbils, la República de les Lletres va quedar íntimament lligada a la premsa. La impremta també va tenir un paper destacat en la creació d'una comunitat de científics que, fàcilment, podia comunicar els seus descobriments a través de l'establiment de revistes àmpliament disseminades. A causa de la impremta, l'autoria dels descobriments es va fer més visible i rendible. La raó principal d'aquest fet és que va facilitar la comunicació personal entre l'autor i la persona que era propietària de les màquines d'impressió, és a dir, l'editor. Aquesta correspondència va permetre a l'autor tenir un control més important de la seva producció i distribució. Els canals oberts per les grans editorials van proporcionar un moviment gradual cap a una organització internacional de la Respublica, amb canals establerts de comunicació i punts d'especial interès (per exemple, les ciutats universitàries i les seves editorials), o, simplement, la llar d'una figura respectada.

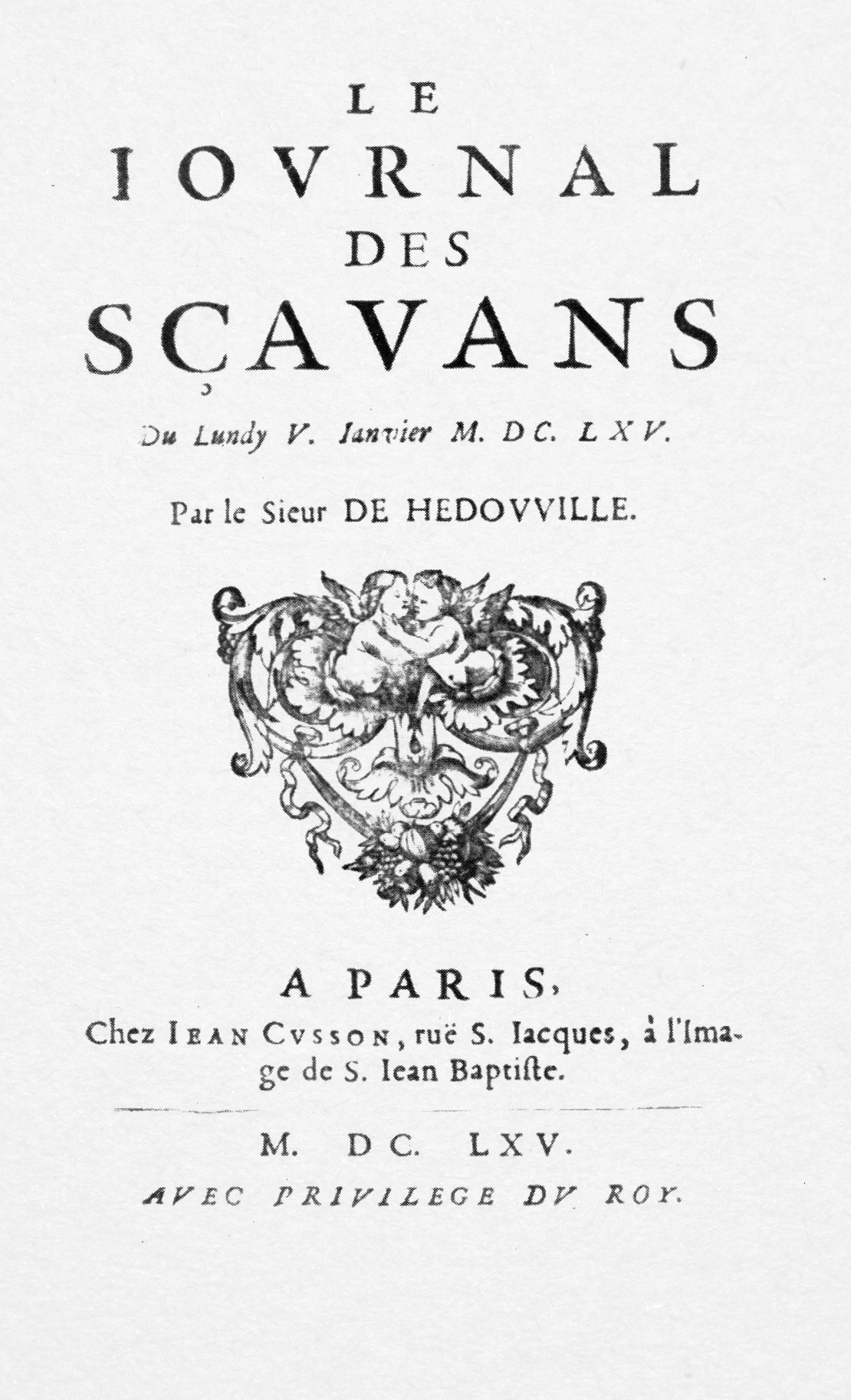
Primer exemplar del Journal des sçavans (portada)

Moltes publicacions erudites periòdiques van començar com imitacions o rivals d'altres publicacions que s'havien originat durant la segona meitat del segle xvii. En general, es considera que el pare de tots els jornals és el Journal des sçavans, una revista francesa que va començar a publicar-se el 1665. La primera de les basades als Països Baixos, i també la primera de les revistes genuïnament "crítiques", Nouvelles de la République des Lettres, editada per Pierre Bayle, va aparèixer el març de 1684, seguida el 1686 per Bibliothèque Universelle de Jean Le Clerc. Tot i que el francès i el llatí van seguir essent predominants, també va aparèixer una certa demanda de llibres de notícies i comentaris en alemany i en neerlandès.

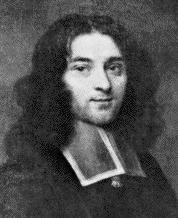
Pierre Bayle

Les revistes van provocar el sorgiment d'una manera nova i diferent de fer negocis a la República de les Lletres. Tal com va passar amb el llibre imprès anteriorment, les revistes es van intensificar i van multiplicar la circulació de la informació; i ja que consistien principalment en ressenyes de llibres (conegudes com a extraits), el potencial de coneixement dels estudis sobre tot allò que estava passant a la seva comunitat es va incrementar enormement. Inicialment, tant els lectors com els autors de les revistes literàries era majoritàriament part de la mateixa República de les Lletres.
L'evolució d'una veritable premsa periòdica era lenta, però una vegada es va establir aquest principi, només era qüestió de temps abans que els impresors s'adonessin que el públic també estava interessat en el món del coneixement. Com que el nombre de lectors va augmentar, era evident que el to, el llenguatge i el contingut de les revistes a entendre que els autors havien de contextualitzar al seu públic sota una nova forma de República de les Lletres: aquells que van adoptar un paper actiu, escrivint i instruint als altres, i aquells altres que estaven satisfets amb la lectura de llibres i el seguiment dels debats a les revistes. Anteriorment dominada per sabis i erudits, la República de les Lletres es va convertir, ara, en la província dels curiosos.
Els ideals de la República de les Lletres com a comunitat apareixen reflectides en les revistes, tant en les seves pròpies declaracions de propòsit, en pròlegs i introduccions, com en els seus continguts reals. Així com un dels objectius de la correspondència de cartes era informar a dues persones, l'objectiu de les revistes era informar-ne a moltes. Al desenvolupar aquesta funció pública a la República de les Lletres, les resvistes es van convertir en la personificació del grup com entitat unitària. Les actituds dels redactors i dels lectors suggereixen que una revista literària podia ser considerada, en cert sentit, com un membre ideal de la pròpia República de les Lletres.
També és important destacar que hi ha hagut desacords amb relació a la importància de les publicacions periòdiques a la República de les Lletres. Françoise Waquet ha argumentat que les revistes literàries, en realitat, no van substituir la correspondència per cartes. Curiosament, les revistes depenien moltes vegades del correu postal per aconseguir la seva pròpia informació. D'altra banda, la premsa periòdica sovint no podia satisfer el desig de notícies dels estudiosos. La seva publicació i posterior venda eren, freqüentment, massa lentes per satisfer els lectors, i les seves discussions sobre llibres i notícies podien semblar incompletes per raons com l'especialització, els prejudicis religiosos, o la simple distorsió. Les cartes van seguir essent clarament desitjables i útils. No obstant, el cert és que, des del moment en què les revistes es van convertir en un element central de la República de les Lletres, molts lectors van consultar les notícies principalment a partir d'aquesta font.

## República de les lletres transatlàntica

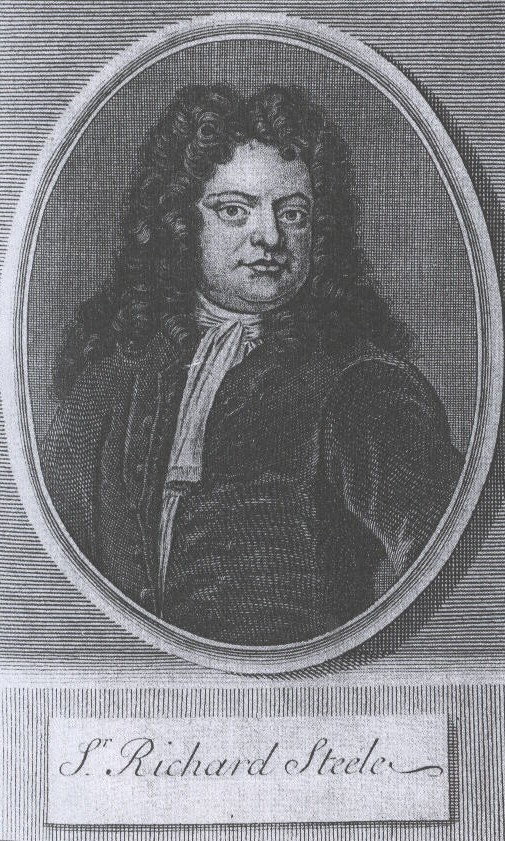
L'autor de la revista Spectator, Richard Steele

Els historiadors han entès, des de fa temps, que els diaris anglesos i francesos van tenir una forta influència en la correspondència de l'Amèrica colonial. Durant aquest període, la varietat d'institucions utilitzades a Europa per la transmissió de les idees encara no existia a Amèrica. A part de l'existència dels llibrers (en gran manera disponibles arbitràriament), de la correspondència procedent de l'estranger, de tant en tant, i els anuncis impresos de l'editorial que se situaven en una part posterior dels llibres, l'única manera de què disposaven els intel·lectuals colonials per poder mantenir vius els seus interessos filosòfics va ser a través de la presentació d'informes en publicacions periòdiques.